# Satriano di Lucania
Satriano di Lucania es un municipio situado en el territorio de la provincia de Potenza, en Basilicata (Italia).

## Demografía
| Gráfica de evolución demográfica de Satriano di Lucania entre 1861 y 2001 |
|                                                                           |
| fuente ISTAT - elaboración gráfica a cargo de Wikipedia                   |